# باشگاه والیبال تور

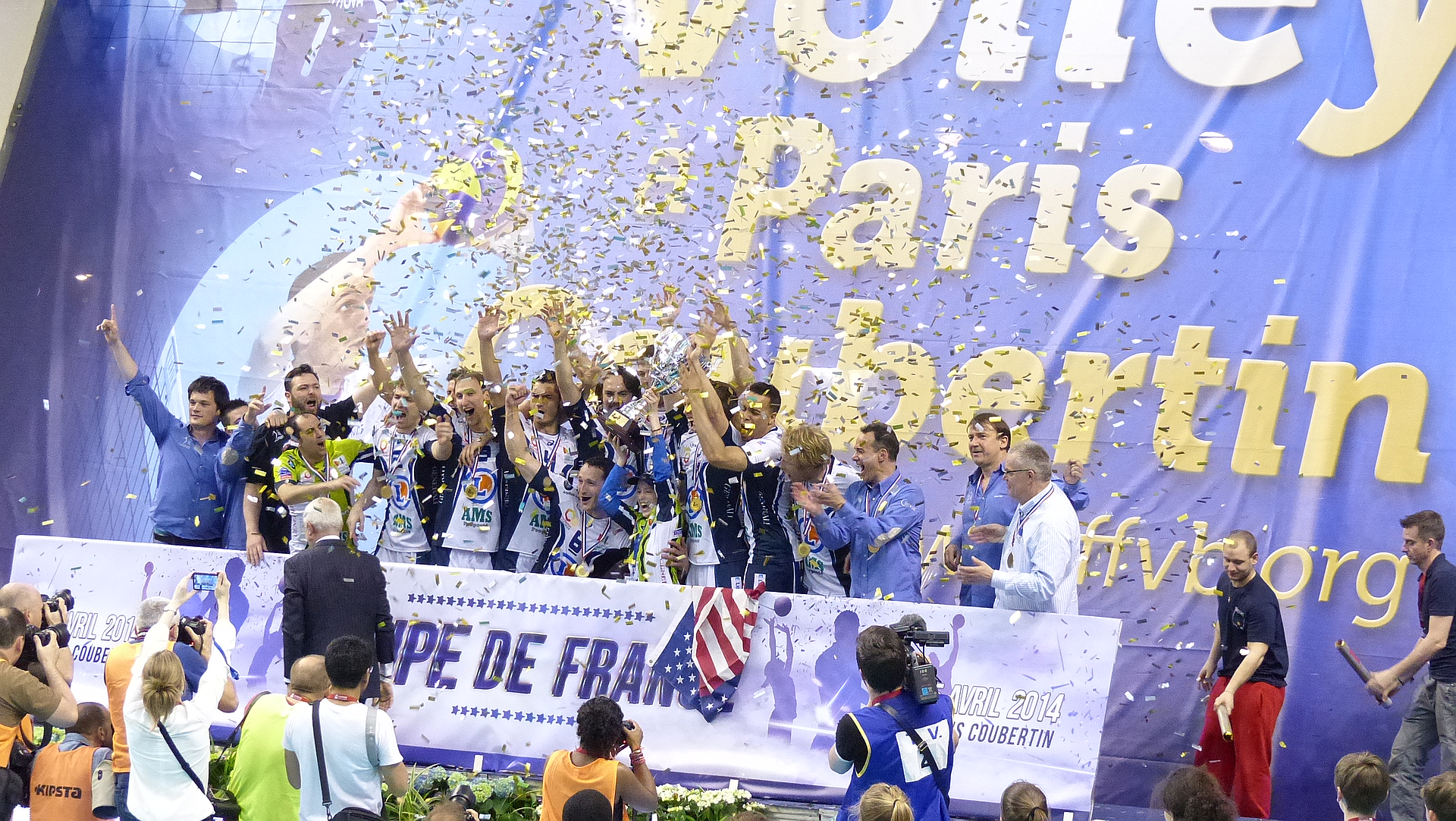

باشگاه والیبال تور (انگلیسی: Tours VB) (فرانسوی: Tours Volley-Ball) یک باشگاه والیبال حرفه‌ای در فرانسه است که در لیگا فرانسه حضور دارد و بازی‌های خانگی خود را در ورزشگاه ساله رابرت گرنون برگزار می‌کند. این تیم همچنین در لیگ قهرمانان والیبال اروپا ۲۰۱۱ چهارم شد.

## بازیکن‌های برجسته
- اسلوبودان بوشکان
- ولادیمیر نیکولوف
- واسا مییچ
- رادوسلاو دیمیتروف